# Gephyroglanis habereri
Gephyroglanis habereri är en fiskart som beskrevs av Franz Steindachner 1912. Gephyroglanis habereri ingår i släktet Gephyroglanis och familjen Claroteidae. IUCN kategoriserar arten globalt som otillräckligt studerad. Inga underarter finns listade i Catalogue of Life.